# Acropora cylindrica
Acropora cylindrica är en korallart som beskrevs av Veron och Fenner 2002. Acropora cylindrica ingår i släktet Acropora och familjen Acroporidae. Inga underarter finns listade i Catalogue of Life.